# Kabnur
Kabnur is een census town in het district Kolhapur van de Indiase staat Maharashtra. 

## Demografie
Volgens de Indiase volkstelling van 2001 wonen er 28223 mensen in Kabnur, waarvan 53% mannelijk en 47% vrouwelijk is. De plaats heeft een alfabetiseringsgraad van 73%. 